# Robert de Nola
Robert de Nola também conhecido como mestre Robert é o autor do livro de receitas da Idade Média Llibre del Coch. Não existem registros da nacionalidade ou a sua origem, tudo indica que ele era catalão, filho de catalães residentes em em Nola no Reino de Nápoles, sendo também chefe de cozinha de Don Fernando rei de Nápoles, que deve ter sido Fernando I de Nápoles.

## Llibre del Coch
Nola incluiu em seu livro receitas de pratos de origem aragonesa, catalã, francesa e mourisca.
O livro foi escrito em meados do século XV, e dele são conhecidas 3 edições:
- edição catalã  - "Lybre de doctrina Pera ben Servir: de Tallar: y del Art de Coch" (Lo Llibre de Coch)
- edição castelhana - "Libro de Guisados, manjares y potajes intitulado Libro de cocina" -  impresa em Toledo em 1525  “corregida y enmendada”
- edição castelhana - impresa em Logroño em 1529  pelo mesmo editor